# Lőrincz Edina
Lőrincz Edina (Eger, 1972. május 27. –) Budapestért-díjas kulturális szakember,  közművelődési szakértő, művészeti menedzser, közgazdász, okleveles kulturális mediátor, kultúra- és kreativitáskutató.  

## Iskolái
Gyermekkorát Bélapátfalván töltötte. Egerben érettségizett a Gárdonyi Géza Gimnázium és Óvónőképző Szakközépiskolában, amely után két évig óvónőként dolgozott Bélapátfalván. 
Felsőfokú tanulmányait a győri Apáczai Csere János Tanítóképző Főiskolán,  az Iparművészeti Főiskola Menedzser Intézetében (ma Moholy-Nagy Egyetem), a Budapesti Metropolitan Egyetemen, valamint a Széchenyi István Egyetem Apáczai Karán végezte. Végzettségei szerint általános iskolai tanító, közművelődési szakember, művészeti menedzser, közgazdász és okleveles kulturális mediátor. 
2021-től a  Széchenyi István Egyetem Doktori Iskolája Regionális- és Gazdaságtudományi Programjának doktorandusz hallgatójaként kultúra- és kreativitáskutatással foglalkozik, amellyel a közművelődés presztízsének emeléséhez, a szakma tudományos megbecsüléséhez szeretne hozzájárulni.

## Szakmai pályafutása
Közművelődési szakemberként kezdte pályáját az Óbudai Művelődési Központban. 1997-ben itt alapította meg a főként élvonalbeli képzőművészeknek teret adó San Marco Galériát. Később az Óbudai Művelődési Központ művészeti vezetője, igazgatóhelyettese majd igazgatója.
2008-tól 2022-ig az Óbudai Kulturális Központ Nonprofit Kft. ügyvezető igazgatójaként kialakította az óbudai kultúrházak ma is érvényes műsorstruktúráját, arculatát. Tíz éven át volt a 3. kerületi nagyrendezvények – Óbuda Napja, Óbudai Nyár, Óbudai Piknik (Óbudai Sör- és Borfesztiválok) és Advent Óbudán – főszervezője, „arca“. Jelenleg kulturális szakemberként dolgozik (Máraikult, MOMKult, Barabás Villa). 
A Budapesti Népművelők Egyesülete elnökségi tagja. A Regional Science Association International és a Magyar Regionális Tudományi Társaság tagja.

## Díjak, elismerések
2011-ben – az amatőr táncművészeti mozgalom területén kifejtett társadalmi felelősség vállalásáért, támogatásáért  – jubileumi oklevéllel ismerte el a Táncpedagógusok Országos Szövetsége. 2013-ban polgármesteri dicséretben részesült, 2016-ban Budapest Főváros Közgyűlése Budapestért díjjal tüntette ki.